# Vignette (software)
Vignette Corporation é uma empresa sediada em Austin, Texas, que oferece um conjunto de softwares para gerenciamento de conteúdo, portais corporativos, colaboração, gerenciamento de documento e gerenciamento de registros.

## Visão geral
A plataforma Vignette consiste de vários conjuntos de produtos que permitem usuários não-técnicos do negócio criem, editem e direcionem conteúdos através de fluxos de trabalho e publiquem este conteúdo em portais ou sítios Web.